# II. Juput
II. Juput az alsó-egyiptomi Leontopolisz uralkodója az i. e. 8. században, az ókori egyiptomi történelem harmadik átmeneti korának végén.
II. Juput kaotikus időszakban uralkodott, a harmadik átmeneti kor végén, mikor Alsó-Egyiptom különböző részeit több király uralta, köztük a bubasztiszi IV. Oszorkon és a szaiszi Tefnaht. Utóbbinak Juput a szövetségese volt, mikor ellenállt az Alsó-Egyiptomot megszálló Piye kusita uralkodónak.
Egy mendészi sztélén említik 21. uralkodási évét. Kenneth Kitchen brit egyiptológus szerint ezen a sztélén, melyen Mendész uralkodója, Szmendész meswes törzsfő, Harnaht fia szerepel, Juput neve királyi titulatúra és előnév nélkül olvasható, az azonban, hogy Alsó-Egyiptomból került elő, összefüggésbe hozza több másik, a Deltából előkerült lelettel, melyeken egy Uszermaatré Szetepenamon vagy Uszermaatré Szetepenré uralkodói nevű, Juput Szibaszt nevű uralkodó szerepel, innen tudni Juput uralkodói nevét. A sztélét 1982-ben publikálták teljes egészében.
Piye győzelmi sztéléjének tanúsága szerint mikor a kusita uralkodó legyőzte Tefnahtot és szövetségeseit, ezzel meghódította Alsó-Egyiptomot, engedte, hogy Juput hatalmon maradjon Leontopolisz kormányzójaként.

## Említései
A 21. uralkodási évre datált mendészi sztélé mellett Juput uralkodása idejéből fennmaradt egy szobortalapzat, melyet Tell el-Jahudijében találtak, és melyen Uszermaatré Szetepenamon, Juput Meriamon Szibaszt neve szerepel; egy plakett, amely ma a Brooklyni Múzeumban található, valamint egy bronz ajtózsanér Tell Mokdamból (az ókori Leontopoliszból), melyen az uralkodó mellett Tent-kat nagy királyi hitvest említik, valamint Juput pár kevésbé ismert jelzőjét. A Brooklyni Múzeumban őrzött plakett azért különleges, mert II. Juputot olyan stílusban ábrázolja, ami nagyban eltér a harmadik átmeneti korban megszokottól: hosszú lábú, kecses alak helyett zömökebb, izmosabb alakként ábrázolja, az óbirodalom művészetére jellemző stílusban. Ez bizonyítja, hogy az archaizáló tendencia, amiről korábban úgy tartották, hogy Núbiából ered, és kusita hatásra a XXV. dinasztia idején terjedt el Egyiptomban, valójában korábbi, a Deltából ered, és a kusita, valamint a XXVI. dinasztia korabeli szaiszi művészek csak átvettek egy korábbi divatot.
Kitchen a harmadik átmeneti korról szóló könyvének 1972-es kiadásában ezeket a leleteket még I. Juputnak tulajdonította, azon az alapon, hogy a XXIII. dinasztiát alapító I. Pedubaszt fiaként ő tűnt jelentősebbnek a két, Juput nevű uralkodó közül, későbbi tanulmányok azonban bizonyították, hogy az Uszermaatré uralkodói nevet viselő leletek II. Juputhoz tartoznak, és 1975-ben már Kitchen is ezen az állásponton volt.

## Fordítás
- Ez a szócikk részben vagy egészben  az   Iuput II című angol Wikipédia-szócikk ezen változatának fordításán alapul.  Az eredeti cikk szerkesztőit annak laptörténete sorolja fel. Ez a jelzés csupán a megfogalmazás eredetét és a szerzői jogokat jelzi, nem szolgál a cikkben szereplő információk forrásmegjelöléseként.

## További irodalom
- Brian Muhs, Partisan royal epithets in the late Third Intermediate Period and the dynastic affiliations of Pedubast I and Iuput II, JEA 84 (1998), 220–223